# Charles Finger
Pour les articles homonymes, voir Finger.
Charles Joseph Finger (25 décembre 1869 - 7 janvier 1941) est un écrivain américain d'origine britannique. Il dirigea également un orchestre et enseigna le piano.

## Biographie
Charles Finger est né à Willesden, en Angleterre, et a fait ses études au King's College de Londres. Il a une formation littéraire et musicale, et est très actif dans le mouvement Fabien. À 20 ans, il commence à voyager, visitant d'abord la Terre de Feu et la Patagonie où il travaille comme chercheur d'or, guide et cuisinier pour les premières stations d'élevage de moutons, à l'époque du génocide des Selknam. Il déménage ensuite à New York, Londres puis dans plusieurs villes du Texas. Il travaille comme comptable et musicien. Il devient le rédacteur en chef par intérim du Reedy's Mirror, journal littéraire de Saint-Louis, après la mort de William Marion Reedy en 1920. Il finit par s'installer à Fayetteville, en Arkansas, où il commence à se concentrer sur l'écriture. Il a alors 50 ans,.
Finger remporte la médaille Newbery en 1925 pour son recueil de nouvelles Tales from Silver Lands (1924), recueil présentant des contes d'Amérique centrale et d'Amérique du Sud. Parmi ses autres œuvres, on retrouve Bushrangers (1924), Tales Worth Telling (1927), Courageous Companions (1929) et A Dog at His Heel (1936). Son autobiographie est Seven Horizons (1930).
Finger est également un musicien accompli. Il dirige le Conservatoire de Musique de San Angelo au Texas, de 1898 à 1904. L'un de ses étudiants en piano à San Angelo était David Wendel Guion, qui s'est fait remarquer pour avoir arrangé et popularisé la ballade « Home on the Range ».
Il meurt de la grippe le 7 janvier 1941. L'épitaphe inscrite sur sa pierre tombale est : « Ce voyage est accompli, mettez les voiles et dirigez-vous une fois de plus pour toucher terre plus loin sur un rivage plus noble ». Il est enterré dans le cimetière de Farmington en Arkansas.

### Vie privée
Charles Finger se marie le 7 juin 1902. Il aura trois fils et deux filles.

## Récompense
- 1925 : Médaille Newberry pour Tales from Silver Lands

## Œuvres
Liste non exhaustive :
- (en) Historic Crimes And Criminals, 1922
- (en) Joseph Addison And His Time, 1922
- (en) Lost Civilizations, 1922
- (en) Boswell's Life of Johnson, 1923
- (en) Highwaymen: A Book Of Gallant Rogues, 1923
- (en) Mahomet, 1923
- (en) Bushrangers, 1924
- (en) Free Fantasia on Books and Reading, 1924
- (en) In Lawless Lands, 1924
- (en) Life Of Barnum, The Man Who Lured The Herd, 1924
- (en) Life Of Theodore Roosevelt, 1924
- (en) Magellan And The Pacific, 1924
- (en) Tales from Silver Lands, 1924, recueil de contesMédaille Newbery 1925
- (en) Frontier Ballads, Heard and Gathered by Charles J. Finger, 1927
- (en) Romantic Rascals, 1927
- (en) The Spreading Stain, 1927
- (en) Tales Worth Telling, 1927
- (en) Courageous Companions, 1929
- (en) Seven Horizons, 1930, autobiographie
- (en) Adventure Under Sapphire Skies, 1931
- (en) The Affair At The Inn, 1931
- (en) Foot-loose in the West, 1932
- (en) The Distant Prize, 1935
- (en) Valiant Vagabonds, 1936
- (en) When Guns Thundered At Tripoli, 1937